# Наукова бібліотека Української академії банківської справи
Наукова бібліотека Української академії банківської справи — структурний підрозділ державного вищого навчального закладу «Українська академія банківської справи Національного банку України», розташованого у місті Суми, який з 2016 року ввійшов до складу Сумського державного університету.
Наукова бібліотека — багатофункціональний, потужний інформаційно-ресурсний, освітній, науковий і культурний центр Сумщини із найсучаснішим оснащенням та цілим спектром інноваційних технологій.

## Історія існування бібліотеки
Історія бібліотеки почалась у 1996 році з часу заснування Національним банком та Урядом України академії – спеціалізованого вищого навчального закладу з підготовки, перепідготовки, підвищення кваліфікації спеціалістів банківської справи в Україні.
З перших днів існування ведеться електронний каталог бібліотеки, в який внесено весь бібліотечний фонд закладу, що становить близько 70 тис. записів. 
1999 рік – впроваджено інтегроване програмне забезпечення «Система автоматизації бібліотеки», яке обумовило комплексну автоматизацію всіх бібліотечних процесів.
У 2001 році було розпочато процес автоматизованого обслуговування читачів за допомогою штрих-кодових технологій, який було впроваджено в усіх відділах бібліотеки.
З 2002 року наукова бібліотека розпочала процес створення «Електронної бібліотеки УАБС НБУ для навчання і досліджень», який в повнотекстовому форматі представляє власні електронні колекції: наукові праці викладачів, матеріали конференцій та навчально-методичні видання академії.
У 2003 році в Інтернеті з'явився сайт наукової бібліотеки академії, на якому в реальному режимі став доступним електронний каталог бібліотеки, було представлено електронну бібліотеку академії, певний перелік проблемно-орієнтованих баз даних банківської тематики та інші корисні ресурси.
З 2003 року участь у проекті «EIFL» (Електронна інформація для бібліотек»), який надає доступ науковцям до баз даних і електронних журналів відомих  видавництв і компаній світу: EBSCO Publishing, Springer, Blackwell Science. 
2004 рік – створено сайт наукової бібліотеки академії на якому в реальному режимі став доступним електронний каталог бібліотеки, було представлено Електронну бібліотеку академії, тематичні бібліографічні бази даних та інші корисні ресурси.
З 2005 року сайт бібліотеки має англомовну версію.
У 2009 році наукова бібліотека академії переїхала до окремо збудованого приміщення, яке являє собою ряд оригінальних архітектурних, дизайнерських і технологічних рішень щодо організації внутрішнього бібліотечного середовища та його функціонального наповнення.
У тому ж 2009 році наукова бібліотека перейшла на найсучасніші радіочастотні (RFID-) технології обслуговування та самообслуговування читачів. Вперше в Україні в роботу бібліотеки впроваджено універсальні станції самообслуговування користувачів в умовах відкритого доступу до літератури.
У 2010 році Наукова бібліотека академії долучилася до проекту ELibUkr: «Електронна Бібліотека України: створення Центрів Знань в Університетах України».
За значний внесок у розвиток бібліотечної справи України, підвищення престижу бібліотек у суспільстві за рішенням президії Української бібліотечної асоціації наукову бібліотеку УАБС НБУ визначено переможцем Всеукраїнського конкурсу «Бібліотека року —  2010».
2011 рік ознаменувався кількома визначними подіями:
- Створення в бібліотеці Інституційного репозитарію eUABIR – електронного архіву Української академії банківської справи Національного банку України[2].
- Відкриття на базі бібліотеки Інформаційного центру Європейського Союзу та Польсько-Українського центру, які здійснюють активну громадську діяльність і сприяють європейському вибору України.
- Сайт бібілотеки академії[3] зайняв призове місце у Всеукраїнському конкурсі бібліотечних інтернет-сайтів, що свідчить про високий рівень його оцінки фахівцями бібліотечної справи.

У 2012 році директору бібліотеки ДВНЗ УАБС НБУ Петрині Надії Олександрівні було присвоєно почесне звання «Заслужений працівник культури України».
У 2013 році:
- на базі наукової бібліотеки УАБС НБУ відбувся перший міжрегіональний ярмарок «Бібліотечні інновації для громад: створюємо майбутнє». Участь взяли бібліотечні установи з Київської, Полтавської, Сумської і Чернігівської областей.
- за даними «The Ranking Web of World repositories» академічний репозитарій здобув 3-є місце в Україні та 162 за міжнародним рейтингом.

2014 рік — за даними наукометричного рейтингу Webometrics «The Ranking Web of World repositories» на липень 2014 року академічний Інституційний репозитарій EUABIR займає 8-е місце в Україні та 443 за міжнародним рейтингом з 1897 архівів світу. 
Під час проведення флеш-мобу «Книжкове доміно» було встановлено рекорд, офіційно занесений до «Книги рекордів України». Ці показники по праву можна вважати і світовим рекордом, оскільки вони значно перевищують результат попереднього рекорду, занесеного до «Книги рекордів Гіннеса».
2015 рік — в атріумі наукової бібліотеки академії відкрито виставковий зал «Філантроп», творча концепція якого полягає у створенні для відвідувачів аури любові та добра.
У 2016 році у  зв’язку з реорганізацією ДВНЗ «Українська академія банківської справи НБУ» і приєднанням до Сумського Державного університету, наукова бібліотека стала філією бібліотеки СумДУ, а в  приміщенні бібліотеки розпочав свою роботу Конгрес-центр СумДУ.

## Адреса
Розташована за адресою – вул. Покровська 9/1, м. Суми, 40000
Офіційна адреса для поштових відправлень: вул. Петропавлівська, 57, м. Суми, 40000

## Загальні дані
Площа нового приміщення бібліотеки становить 8030 кв.м.
Фонд бібліотеки має унікальну за складом 180-тисячну колекцію економічної, правової та соціально–гуманітарної літератури, енциклопедичних та довідкових видань, літератури іноземними мовами, дисертацій, періодичних видань.
Наукова бібліотека має 3 абонементи (науковий, навчальний та абонемент іноземними мовами), 3 читальні зали (науковий, навчальний, дисертаційний), інтернет-центр, мультимедійний центр, літературну вітальню, великий та малий конференц-зали.
Для відвідувачів бібліотеки організовано 200 посадкових місць та 140 автоматизованих робочих місць.
Впроваджено радіочастотні технології обслуговування читачів.
Щороку бібліотеку відвідують 10 тис. читачів.
Відео про Наукову бібліотеку ДВНЗ «УАБС НБУ»

## Керівництво
Директор бібліотеки — Петрина Надія Олександрівна, заслужений працівник культури України.